# 1743년
1743년은 화요일로 시작하는 평년이다.

## 연호
- 청(淸) 건륭(乾隆) 8년
- 일본(日本) 간포(寛保) 3년
- 후 레 왕조(後黎朝) 까인흥(景興) 4년

## 기년
- 류큐(琉球) 쇼케이왕(尚敬王) 31년
- 청(淸) 고종 건륭제(高宗 乾隆帝) 8년
- 조선(朝鮮) 영조(英祖) 19년
- 후 레 왕조(後黎朝) 현종(顯宗) 4년

## 탄생
- 2월 19일 - 이탈리아의 고전시대 작곡가, 첼로 연주가 루이지 보케리니. (~1805년)
- 4월 13일 - 미국의 제3대 대통령 토머스 제퍼슨. (~1826년)
- 5월 20일 - 아이티의 혁명가 투생 루베르튀르. (~1803년)
- 8월 26일 - 프랑스의 화학자 앙투안 라부아지에. (~1794년)
- 9월 17일 - 프랑스의 정치인 니콜라 드 콩도르세. (~1794년)

### 미상
- 조선의 문신 백동수. (~1816년)

## 사망
- 4월 24일 - 청나라 제4대 황제 강희제의 후궁 각혜황귀비. (1668년~)